# محافظة البطحة
كانت محافظة البطحة واحدة من المحافظات الـ 14 في تشاد. تقع البطحة في وسط البلاد، وقد غطت مساحة 88800 كيلومتر مربع، وكان عدد سكانها 288,488 في عام 1993. كانت عاصمتها أتي. إنها تتوافق إلى حد كبير مع إقليم البطحة الحالي.